# Gyde Spandemager
Gyde Spandemager (ejecutada en 1543) fue una supuesta bruja danesa. Fue una de las primeras mujeres ejecutadas por brujería en Dinamarca y Escandinavia.

## Historia
En 1543, el rey Cristián III de Dinamarca equipó una flota de guerra de 40 barcos para perseguir una flota imperial holandesa lejos de la costa de Noruega en ruta hacia los Países Bajos. Frente a Helsingør, la flota danesa quedó estancada y todo el proyecto fracasó. Se atribuyó el fracaso a Spandemager, de quien se dijo que reunió a un grupo de brujas en un valle a las afueras de la ciudad y encantó los barcos. Spandemager fue arrestada y torturada durante su interrogatorio.

## Juicio
El juicio contra Gyde condujo a la acusación de varias personas en 1543-45, todas acusadas de "encantar el barco de Su Majestad, para evitar que tenga viento". Gyde fue descrita como la esposa de un comerciante. Su juicio estuvo a cargo del gobernador real Eske Bilde. Confesó su culpabilidad durante la tortura, y señaló a varias personas de ambos sexos, incluidos vicarios, lo que motivó la ampliación del juicio por brujería, ya que sus palabras fueron tomadas muy en serio. También dijo que los encantamientos nunca desaparecerían a menos que se le permitiera eliminarlos personalmente. Las personas señaladas fueron arrestadas y torturadas "con tanta fuerza que les separaron las extremidades" (Malmö, 3 de diciembre de 1543), pero nadie más que Gyde confesó. La esposa de un comerciante de Helsingör fue liberada después de que los ciudadanos de la ciudad le dieran una coartada que decía que estaba en otro lugar en el momento en que se suponía que estaba con las brujas realizando el encantamiento. En noviembre de 1543, el rey exigió que se quemara a la "vieja y legítima directora de las brujas". Ella parece haber sido interrogada por un tiempo después de esto.

## Contexto
Este fue el primero de tres casos famosos en los que desastres marítimos se atribuyeron a brujería y dieron lugar a juicios por brujería en Dinamarca. En 1566, varios barcos daneses se hundieron en una tormenta en las afueras de Gotland; Se culpó a varias mujeres en Copenhague de causar la tormenta para quedarse con algunos bienes que uno de los capitanes de los barcos hundidos les había puesto a su cuidado, y fueron arrestadas y quemadas. En 1589, se acusó a varias mujeres de Copenhague de provocar una tormenta contra la flota que llevaba a Ana de Dinamarca a su boda con el rey Jaime VI de Escocia y que tuvo que desviarse a Noruega.
Este fue uno de los primeros juicios por brujería en Dinamarca, después del de Karen Grottes y Bodil Lauritzen, quienes fueron quemadas en Stege en 1539. En 1530, las "esposas de Lars Kylling y Jørgen Olsen" fueron quemadas en Bornholm, pero la isla estaba en este punto (1525-1575) gobernada por Lübeck.